# 虚构国家
虚构国家是指在现实中並不存在，由人为编造出来的国家。它大多出现在文学作品或者是电影情节中，但不排除在极少数情况下由个人纯粹出于娱乐目的而编造出一个虚构国家的可能性，例如用以諷刺美國人對地理知識的貧乏而編造的里斯騰堡。
虚构的国家最早出现于早期的科幻小说或是科学性的小故事中。這些國家雖然不坐落在地圖之上，但實際上乃是根據世界上真實存在的國家之景況想像而來的，例如：在《鏡花緣》內描述的「黑齒國」和「白民國」，都和當時的台灣原住民及朝鮮半島上的居民很相似。發展到後來，一個類似內容的傳奇故事就能以文學的水平取代舊有的幻想。

## 網路上的虛構國家
在網上也能看到很多虛構的國家。 種類多種多樣，從個人經營的東西到團體規模的東西都有。 另外，在日本，X（舊：Twitter）和TikTok等活動的東西很多。 另外，據說韓國的虛構國家是在製作虛構電視臺設定的過程中發展起來的。

## 出處
- 架空国家連合（日语版）
- 日本TW虚构国家WIKI（日语版）

1. ↑  日本TW虛構國家WIKI 關於韓國虛構國家